# Arthaldeus striifrons
Arthaldeus striifrons är en insektsart som beskrevs av Carl Ludwig Kirschbaum 1868. Arthaldeus striifrons ingår i släktet Arthaldeus och familjen dvärgstritar. Enligt den finländska rödlistan är arten nationellt utdöd i Finland. Arten är reproducerande i Sverige. Artens livsmiljö är torra gräsmarker. Inga underarter finns listade i Catalogue of Life.